# Falsagnia obenbergeri
Falsagnia obenbergeri är en skalbaggsart som beskrevs av Stefan von Breuning 1938. Falsagnia obenbergeri ingår i släktet Falsagnia och familjen långhorningar. Inga underarter finns listade i Catalogue of Life.